# Libellula trigona
Libellula trigona är en trollsländeart som beskrevs av Lichtenstein 1796. Libellula trigona ingår i släktet Libellula och familjen segeltrollsländor. Inga underarter finns listade i Catalogue of Life.